# Terrats
Terrats er en by og kommune i departementet Pyrénées-Orientales i Sydfrankrig.

## Geografi
Terrats ligger 17 km sydvest for Perpignan. Nærmeste byer er mod nord Llupia (2 km), mod syd Fourques (4 km) og mod vest Sainte-Colombe-de-la-Commanderie (3 km).

## Demografi

### Udvikling i folketal
| 1962                                                              | 1968 | 1975 | 1982 | 1990 | 1999 | 2007 | 2015 | 2017 |
| ----------------------------------------------------------------- | ---- | ---- | ---- | ---- | ---- | ---- | ---- | ---- |
| 318                                                               | 363  | 366  | 492  | 520  | 528  | 615  | 646  | 640  |
| Tal fra og med 1962 er uden dobbelttælling (sans doubles comptes) |      |      |      |      |      |      |      |      |